# クリストバル・ロハス (画家)
クリストバル・ロハス（Cristóbal Rojas 、1857年12月15日 - 1890年11月8日）は19世紀後半のベネズエラの画家である。1884年からパリに留学し、ヨーロッパの新しい美術を学んだが、33歳になる前に結核で亡くなった。

## 略歴
ベネズエラ、ミランダ州のクア(Cúa)で病院従業者の息子に生まれた。幼い頃はベネズエラの内戦（連邦戦争:1859年-1863年）の中で育ち、クアは特に内戦の影響を強く受けた街であった。祖父から教育を受け、絵も教えられた。13歳で父親が亡くなり、家族を助けるためにクアのタバコ工場で働いた。1878年にミランダ州で地震があって、街が被害を受けたので、家族とカラカスに移り、絵の勉強を始めるが、家族のために再びタバコ工場で働いた 。
カラカスではホセ・マヌエル・マウコ(José Manuel Maucó)の教室で絵を学んだ 。1880年から1882年の間、熱心に修行し、カラカスではヨーロッパ留学から帰った画家のアントニオ・エレーラ・トロの助手としてカラカス大聖堂の装飾画も描いた。
1883年に開催された、ラテンアメリカの解放者、シモン・ボリバルの生誕100年記念の展覧会に、ベネズエラの独立戦争の英雄、アタナシオ・ジラルド将軍(Atanasio Girardot)の死を題材に描いた作品で、アルトゥーロ・ミチェレーナ(1863-1898)とともに、2位のメダルを受賞した。この受賞でヨーロッパへの留学の奨学金が与えられ、1884年はじめにパリに渡った。パリでは1877年からパリで学んでいるベネズエラ出身の画家、エミリオ・ボッジョ(1857-1920)とも親しくなった 。
パリではルーブル美術館で多くの作品を研究し、フランスの新しい美術に触れて自らのスタイルを変えていき印象派のスタイルも研究した。奨学金だけでは貧しい暮らしを送ることになり、結核に悩まされるようになった。1890年にはベネズエラに戻るが、帰国後、ほどなく32歳でカラカスで亡くなった。

## 作品

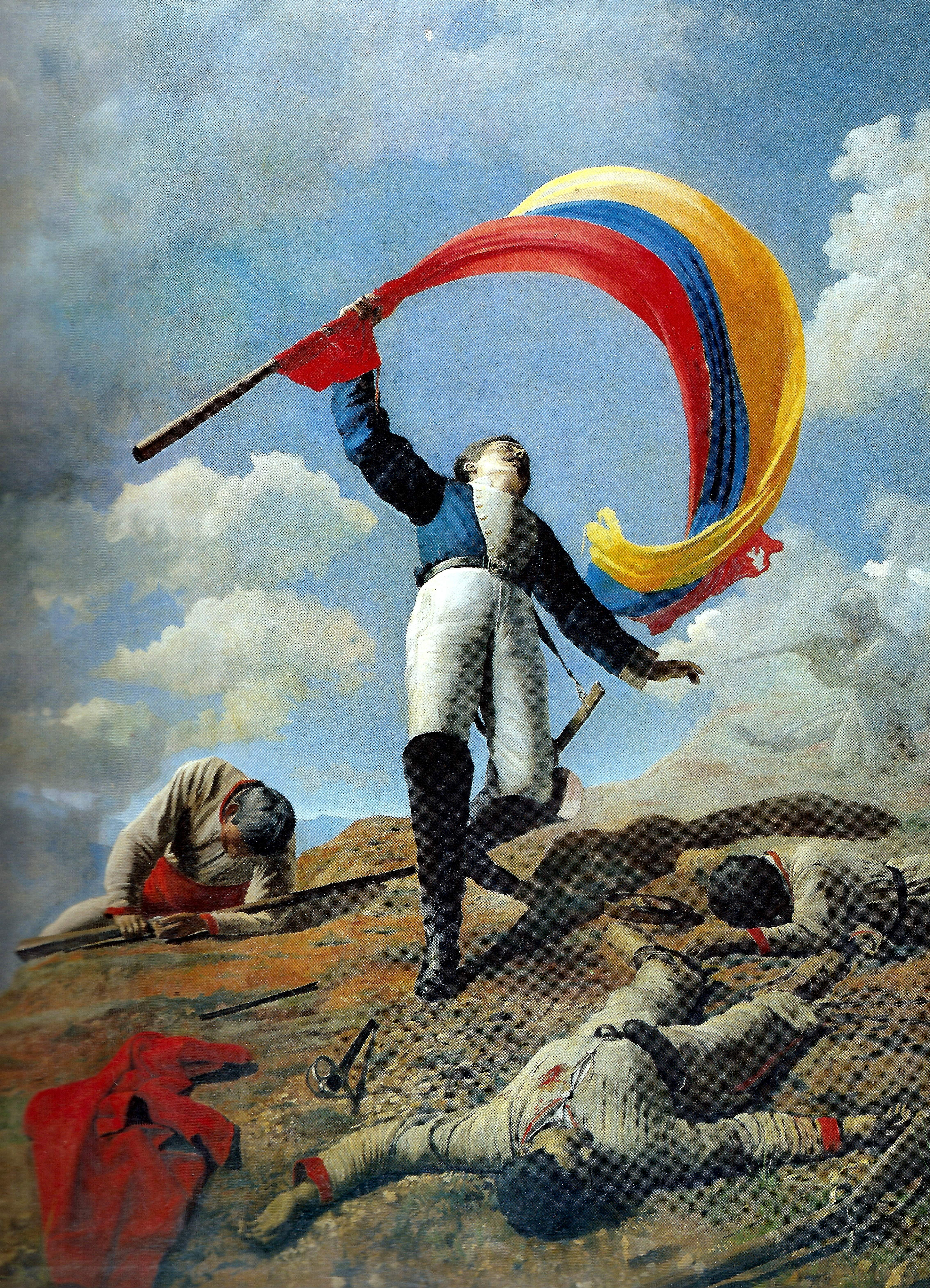
ジラルド将軍の死 (1883) Bolivarian Museum 蔵
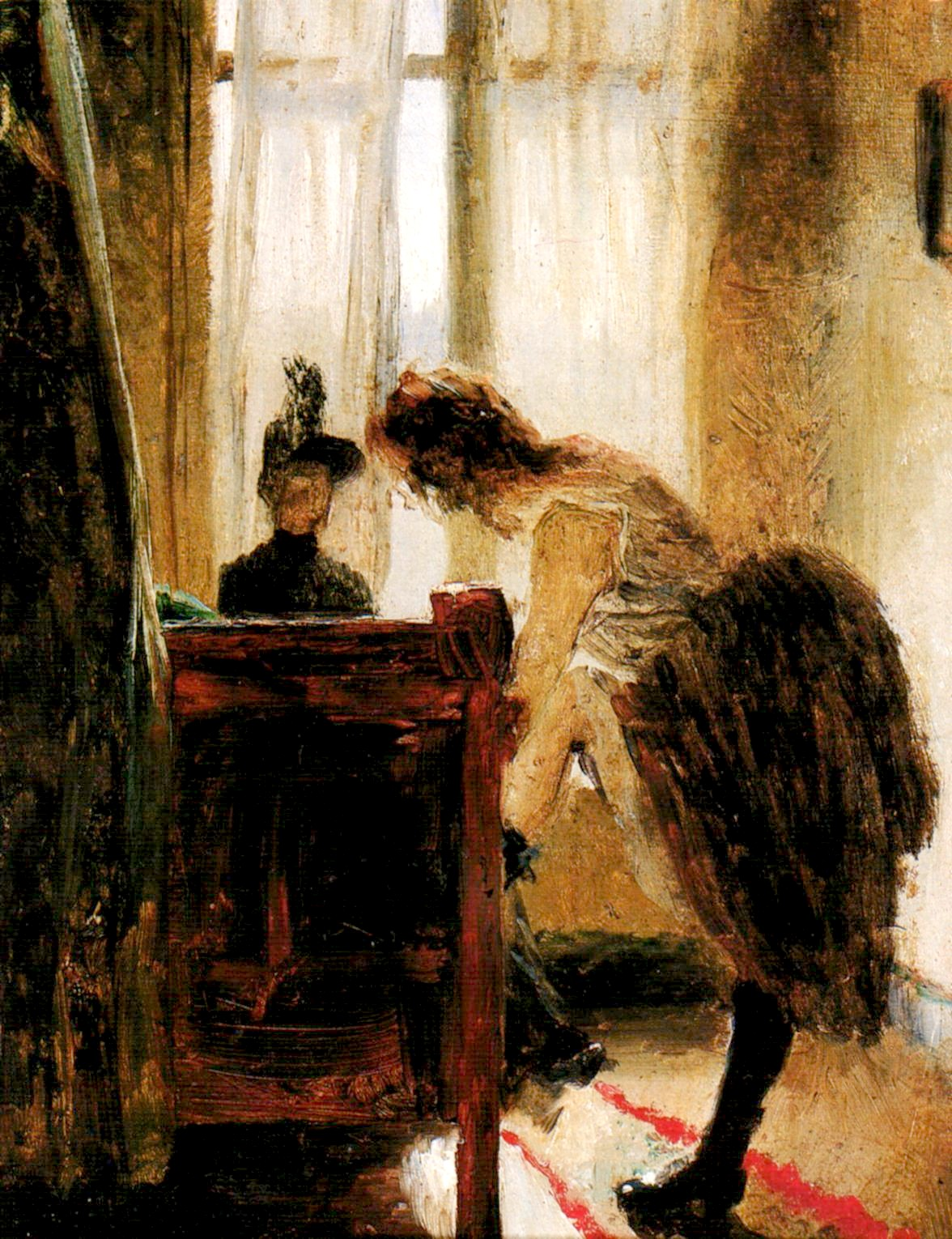
着替え中の女の子 (1889) カラカスの国立美術館蔵
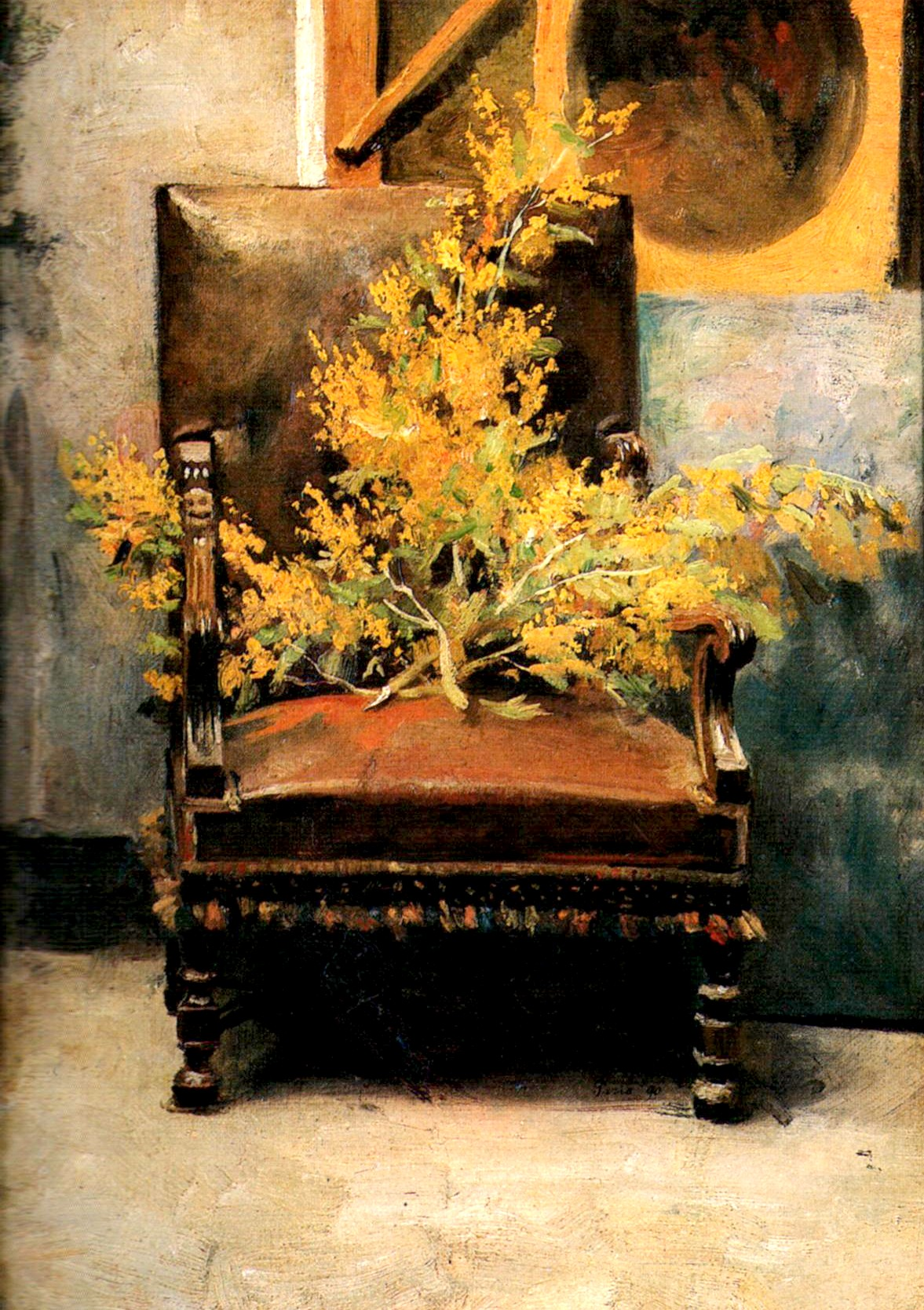
Mimosa (Silla con flores)(1890) カラカスの国立美術館蔵
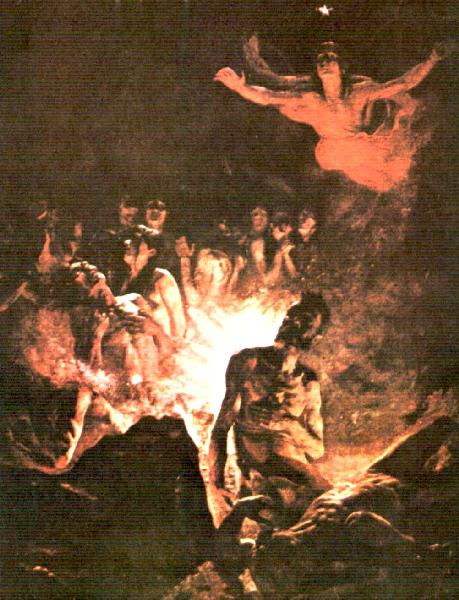
煉獄 (1890) カラカスの国立美術館蔵

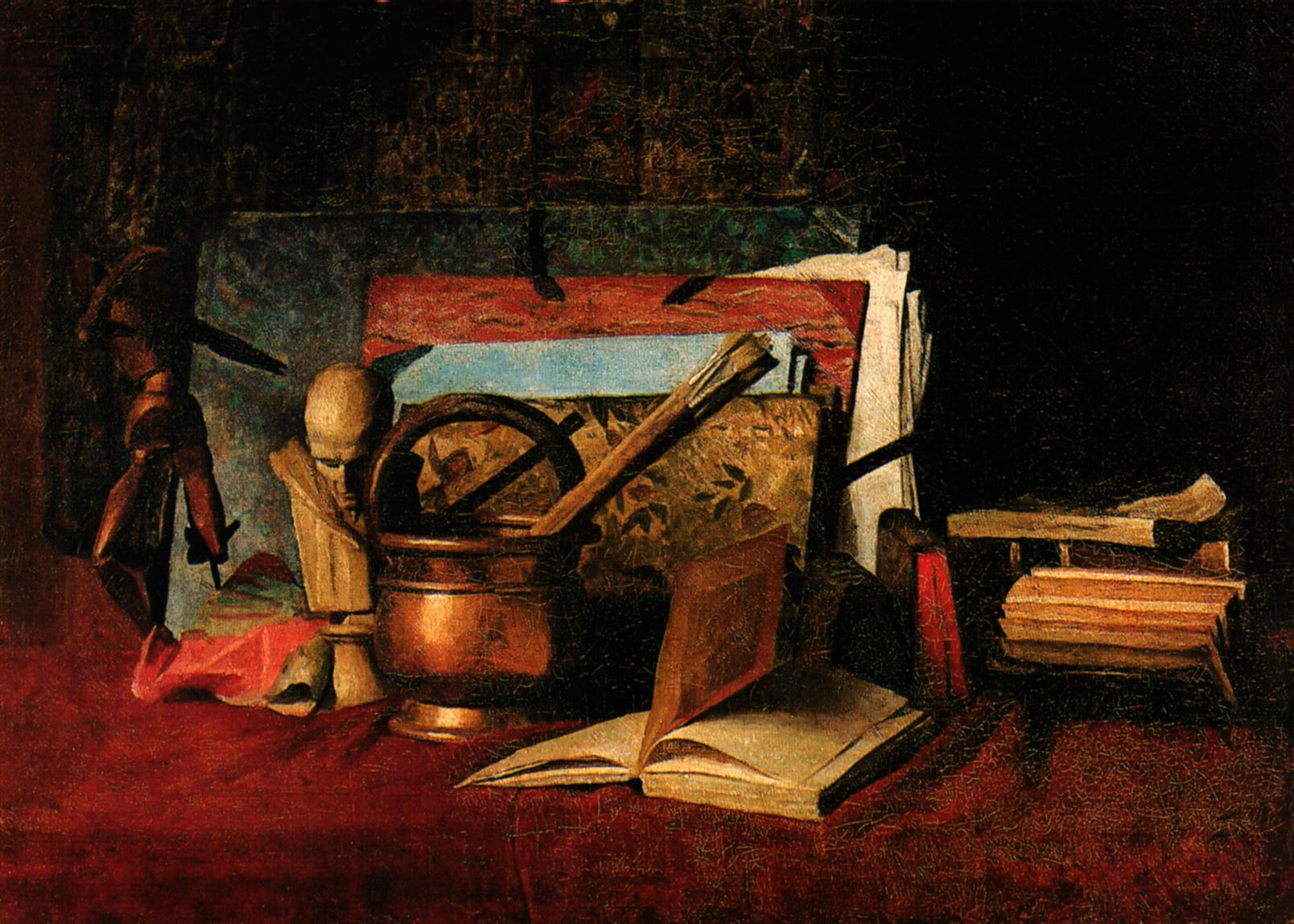
静物画(1885)
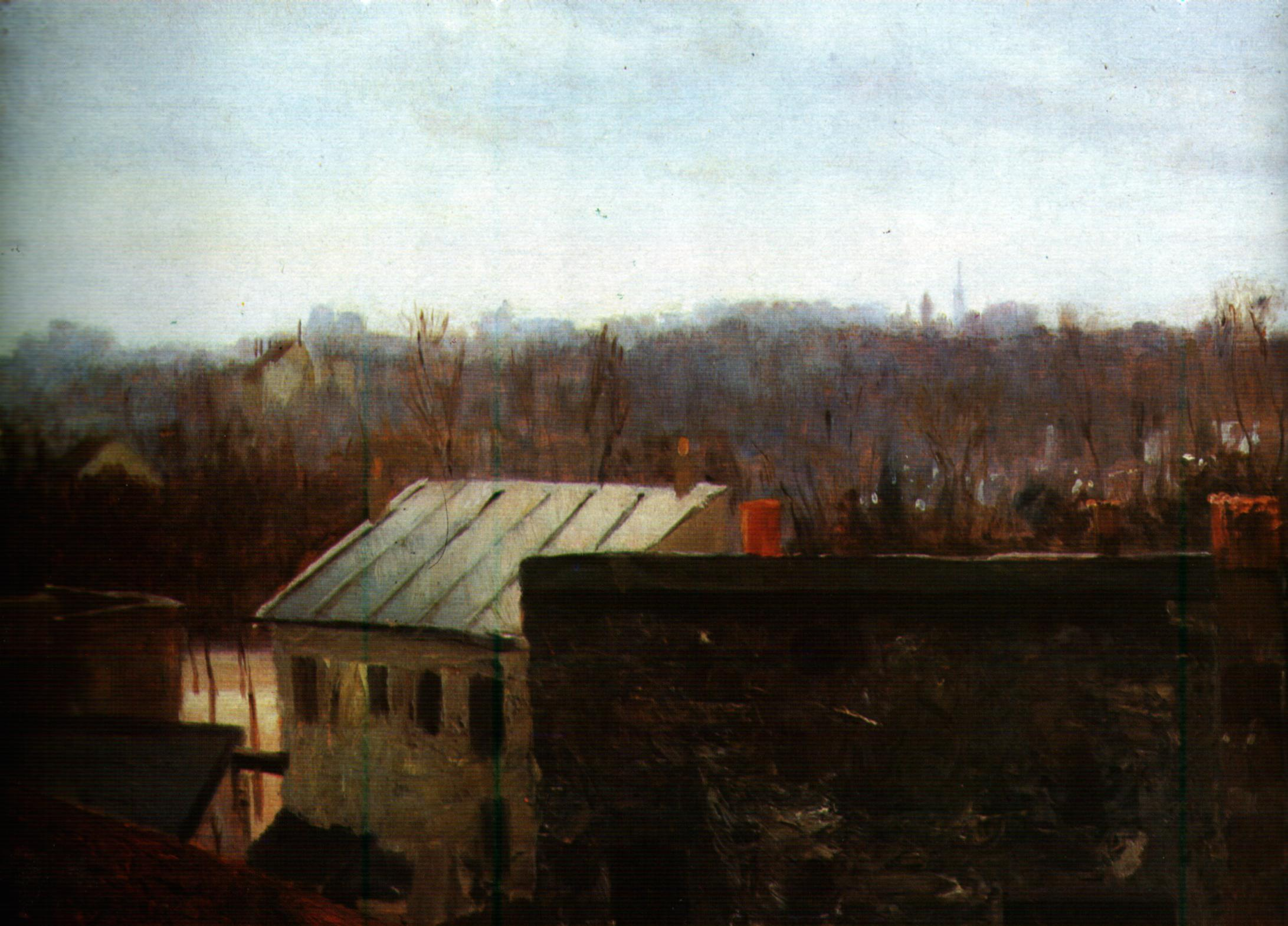
パリの屋根 カラカスの国立美術館蔵
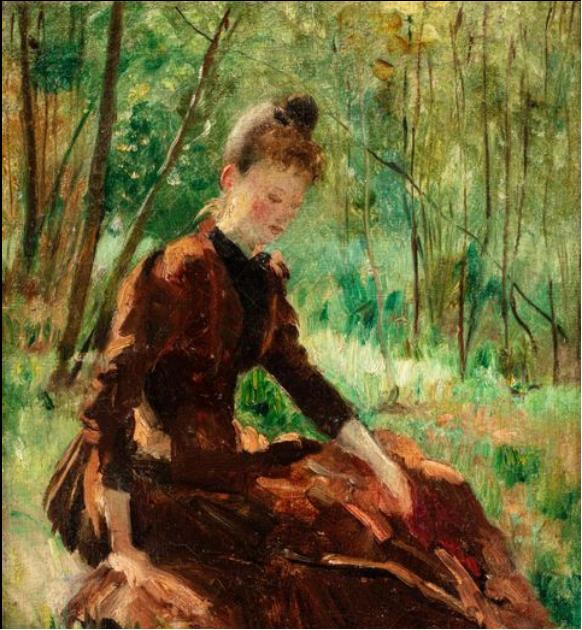
(1890)Joven en la Hierba (1890)